# Usine Ouralmach de Iekaterinbourg
| \| Localisation sur la carte de Russie · Ouralmach \| Localisation sur la carte de Russie Ouralmach. |
| Localisation sur la carte de Russie · Ouralmach                                                      |

Emplacement de l'usine Ouralmach à Iekaterinbourg

Ouralmach est une importante usine de constructions mécaniques située à Iekaterinbourg, en Russie. Ouralmach est l'acronyme russe de Usine de constructions mécaniques lourdes de l'Oural. L'usine est également connue sous les noms de Ouralmachzavod et UZTM (Ouralski Zavod Tiajelogo Machinostroïenïa).
En russe : Уралмаш / Уральский Машиностроительный завод (Ouralski Machinostroïtelny zavod).

## Naissance d'Ouralmach
L'Usine de constructions mécaniques lourdes de l'Oural fut mise en service le 15 juillet 1933, dans le cadre du premier plan quinquennal, lancé en 1928 par Staline afin d'industrialiser le pays. À l'instar de quelques grandes usines construites à cette époque en URSS, les plans de l'usine comme les machines dont elle était équipée étaient entièrement d'origine occidentale.
Au cours des premières années d'activité, Ouralmach se consacra à la fabrication d'équipements pour hauts-fourneaux, d'installations de frittage, de laminoirs, de  presses hydrauliques, de grues, etc., destinés aux exploitations minières et aux usines métallurgiques en cours de construction ou en projet dans l'Oural et en Sibérie. Il ne s'agissait pas d'une production en série, mais d'équipements industriels conçus et fabriqués à la demande. Parallèlement, à la fin des années 1930, Ouralmach commença à produire de l'équipement militaire : des obusiers M-30 de 122 mm conçus par F. F. Pétrov.

## La Seconde Guerre mondiale

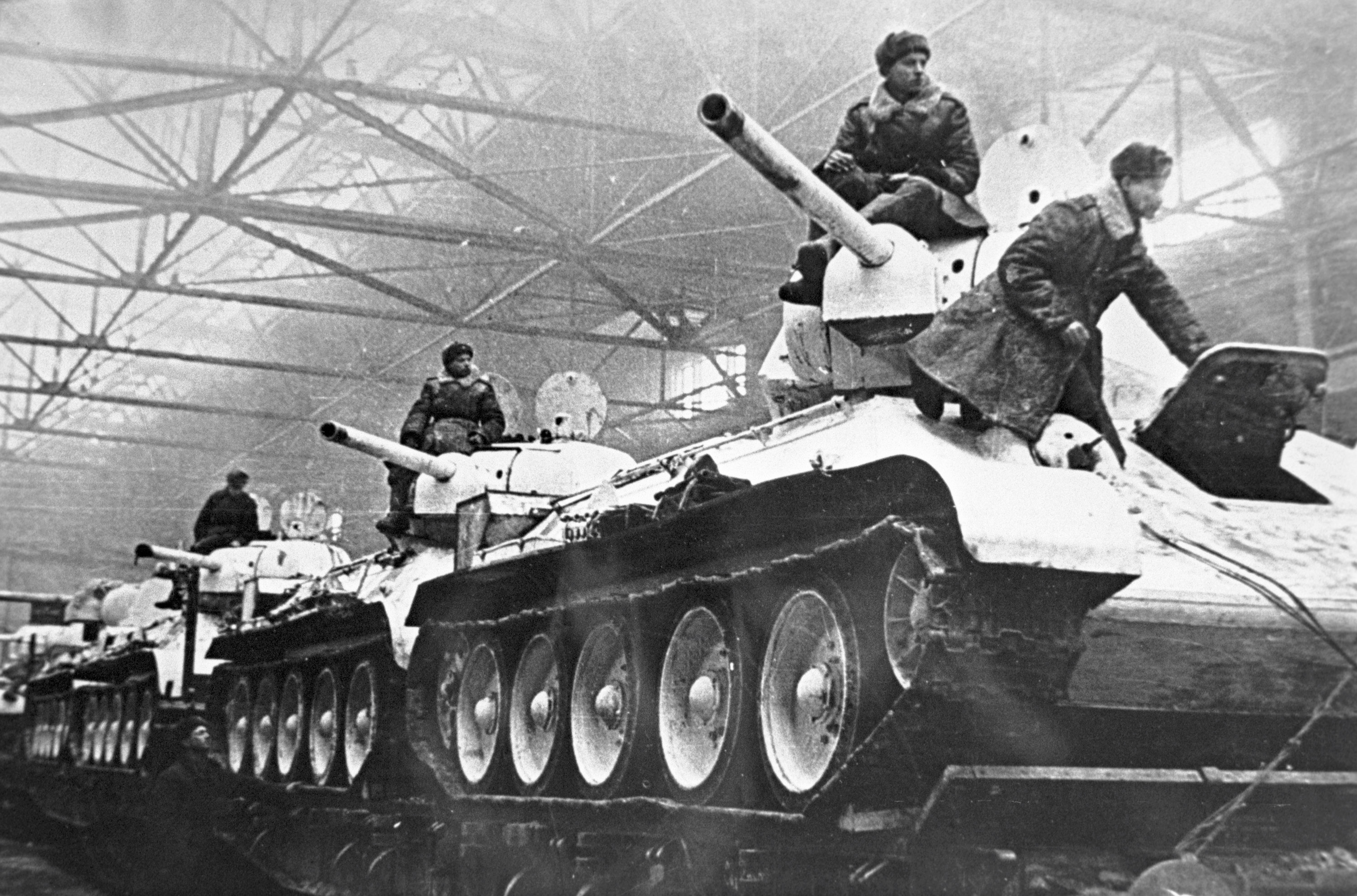
Chars T-34 sortant de l'usine (agence Novosti, 1942).

Pendant la Seconde Guerre mondiale, une production à grande échelle de matériels blindés fut réalisée par Ouralmach  pour le complexe militaro-industriel soviétique :
- d'abord des tourelles de chars.
- 719 chars T34/76 en 1942 (267) et 1943 (452).
- 638 chasseurs de chars SU-122, en 1942 et 1943.
- 2 654 chasseurs de chars SU-85, en 1943 et 1944.
- 1 560 chasseurs de chars SU-100, en 1944 et 1945.

Les chasseurs de chars construits par Ouralmach étaient montés sur des châssis de T-34. Ils firent la preuve de leur efficacité sur le champ de bataille en combinant la manœuvrabilité des chars T-34 et la puissance de feu des pièces d'artillerie.

## Ouralmach de 1945 à 1992

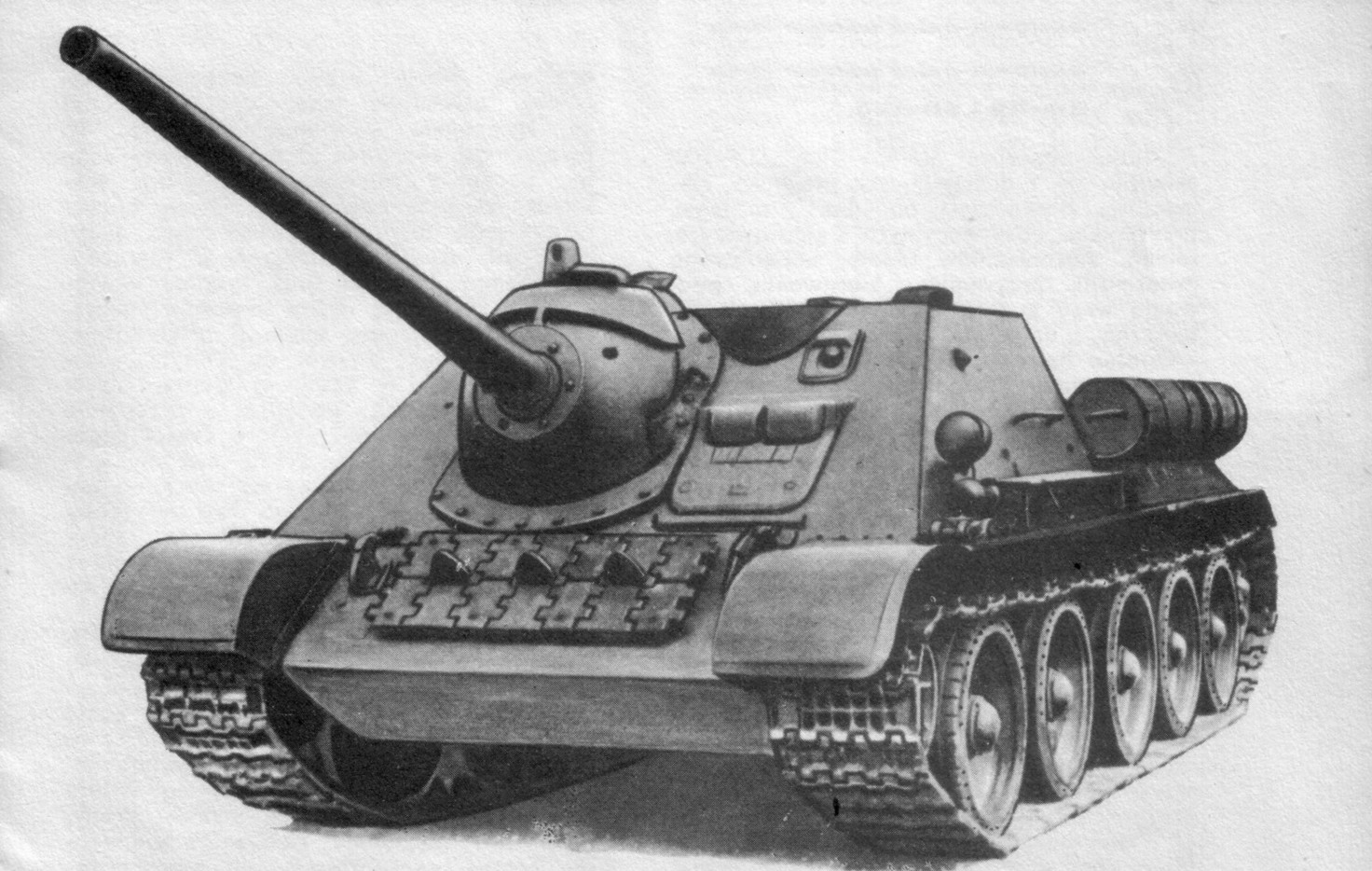
Le chasseur de chars SU-85

À partir de 1945, Ouralmach fut reconstruit et développé. La production augmenta et de nouvelles machines et équipements furent fabriqués, comme des pelles mécaniques, des derricks pour l'exploitation pétrolière, des concasseurs etc. Dans les années 1950, Ouralmach fut chargé de produire différents types de presses hydrauliques de grande puissance pour les programmes aéronautiques et spatiaux de l'URSS.
Dans les années 1960, les installations de forage d'Ouralmach permirent l'exploitation des gisements de pétrole et de gaz de Sibérie occidentale, dans des conditions climatiques très rigoureuses. Une installation de forage à grande profondeur, conçue et fabriquée à l'usine, permit d'atteindre une profondeur de 13 km dans la péninsule de Kola et d'obtenir des échantillons de roche vieux de plus de trois milliards d'années. Ouralmach a également fabriqué de l'équipement pour des forages pétroliers off-shore.
Fleuron de l'industrie soviétique, Ouralmach et son personnel subirent les mêmes problèmes de ravitaillement que le reste du pays. En 1962, Khrouchtchev, le chef du parti et du gouvernement, qui visitait l'usine, fut accueilli par des jets de légumes pourris, lancés par des ouvriers, qui protestaient contre les pénuries de produits alimentaires.
L'usine Ouralmach employait environ 30 000 personnes dans les années 1960. L'effectif était du même ordre en 1990.

## Privatisation d'Ouralmach
En décembre 1992, Ouralmach fut transformé en société anonyme, mais la société était au bord de la faillite au milieu des années 1990, en raison de la chute des commandes de l'État. C'est alors que la mafia s'intéressa à l'usine. Un groupe mafieux local, nommé également "Ouralmach", du nom du quartier où il était implanté, devint le principal groupe mafieux de Iekaterinbourg au terme d'une sanglante guerre des gangs qui fit rage en 1992 et 1993. Le gang "Ouralmach" mit la main sur l'usine Ouralmach et de nombreuses autres entreprises, dont il contrôlait les réseaux de distribution. Le patron d'Ouralmach, Oleg Belonenko, qui tentait de réduire l'influence de la mafia fut assassiné en 2000.
En 2005, Ouralmach a pris le nom d'Ouralmachzavod et est entré dans le groupe OMZ (Obedinennye Machinostroitelnye Zavody) ou Groupe Ouralmach-Ijora.

## Sport
Le club de football Ouralmach (actuellement FK Oural Iekaterinbourg) a longtemps été parrainé par l'usine.